# Titularbistum Caesarea in Mauretania
Caesarea in Mauretania (ital.: Cesarea di Mauretania) ist ein Titularbistum der römisch-katholischen Kirche.
Die in Nordafrika gelegene Stadt Caesarea war ein alter römischer Bischofssitz, der im 7. Jahrhundert mit der islamischen Expansion unterging. Er lag in der römischen Provinz Mauretania Caesariensis.
| Titularbischöfe von Caesarea in Mauretania |                                                                        |                                                                            |                    |                   |
| Nr.                                        | Name                                                                   | Amt                                                                        | von                | bis               |
| 1                                          | Celio Piccolomini Titularerzbischof pro hac vice                       | Apostolischer Nuntius im Königreich Frankreich                             | 16. Oktober 1656   | 14. Januar 1664   |
| 2                                          | Biagio Pisani                                                          | Kurienbischof                                                              | 23. April 1897     | 7. Juni 1901      |
| 3                                          | Pietro Maffi                                                           | Weihbischof in Ravenna (Italien)                                           | 9. Juni 1902       | 22. Juni 1903     |
| 4                                          | Thomas Francis Brennan                                                 | emeritierter Weihbischof in Saint John’s (Dominion Neufundland)            | 7. Oktober 1905    | 20. März 1916     |
| 5                                          | Pierre-Célestin Cézerac Titularerzbischof pro hac vice                 | Koadjutorerzbischof von Albi (Frankreich)                                  | 2. Januar 1918     | 18. März 1918     |
| 6                                          | Willem Marinus Kardinal van Rossum CSsR Titularerzbischof pro hac vice | Kurienkardinal                                                             | 25. April 1918     | 30. August 1932   |
| 7                                          | Luigi Cammarata                                                        | Prälat von Santa Lucia del Mela (Italien)                                  | 4. Dezember 1946   | 25. Februar 1950  |
| 8                                          | Francesco Pennisi                                                      | Weihbischof in Syrakus (Italien)                                           | 11. Juli 1950      | 1. Oktober 1955   |
| 9                                          | André-Jacques Fougerat                                                 | Koadjutorbischof von Grenoble (Frankreich)                                 | 16. Juli 1956      | 5. Januar 1957    |
| 10                                         | Carmelo Canzonieri                                                     | Weihbischof in Messina (Italien)                                           | 11. März 1957      | 30. Juli 1963     |
| 11                                         | Enea Selis                                                             | Weihbischof in Iglesias (Italien)                                          | 18. Januar 1964    | 2. September 1971 |
| 12                                         | Giuseppe Moizo                                                         | Koadjutorbischof von Acqui (Italien)                                       | 22. Januar 1972    | 1. Juli 1976      |
| 13                                         | Sergio Sebastiani Titularerzbischof pro hac vice                       | Apostolischer Nuntius                                                      | 27. September 1976 | 21. Februar 2001  |
| 14                                         | Gerard de Korte                                                        | Weihbischof in Utrecht (Niederlande)                                       | 11. April 2001     | 18. Juni 2008     |
| 15                                         | Stanislaus Tobias Magombo                                              | Weihbischof in Lilongwe (Malawi)                                           | 29. April 2009     | 6. Juli 2010      |
| 16                                         | Walter Brandmüller Titularerzbischof pro hac vice                      | emeritierter Präsident des Päpstlichen Komitees für Geschichtswissenschaft | 4. November 2010   | 20. November 2010 |
| 17                                         | Marek Solczyński Titularerzbischof pro hac vice                        | Apostolischer Nuntius                                                      | 26. November 2011  |                   |